# Афрички свети ражањ
Афрички свети ражањ (лат. Threskiornis aethiopicus) врста је птице из породице Threskiornithidae.

## Опис
Препознатљив је по томе што су му глава, врат и реп црни, док су му остала пера бела. Дуг је 75 cm, а распон крила му је 1,30 m.

## Станиште
Ибис је птица селица. Насељава пределе југоисточне Европе, Мале Азије и северне Африке. Јесењу сеобу почиње врло рано, већ у августу, а враћа се у пролеће, у априлу. Зимује у Африци, на обалама Средоземног мора. Ибис насељава баре, ритове, мочваре и влажне ливаде. У равнице Нила је наилазио редовно пре поплава и то у великом броју, па је „најављивао“ плодан период и зато је у старом Египту сматран светом птицом.
Гнезда радије гради изнад воде, у трсци или на ниским врбама, дакле у добром заклону. Гнездо ибиса је велико и плитко и личи на чврсту округлу платформу која је саграђена од гранчица врбе и стабљика трске. Гнезди се у колонији, коју чини велики број чланова.

## Исхрана
Ходајући по плиткој води, ибис својим дугим кљуном лови водене инсекте, ларве, пијавице, рачиће, пужеве, жабе, али и мање змије.

## Размножавање
Пошто мужјак и женка своје гнездо граде заједничким снагама, оно може да буде завршено и за два дана. Женка полаже 3-4 овалних јаја плавозелене боје. Младунци долазе на свет након три недеље. На јајима наизменично леже оба родитеља. Када се испиле из јаја, младунци су прекривени паперјем. Родитељи их брижно негују; по потреби, или их греју или их штите од јаког сунца. Првих пет дана хране их и до 12 пута дневно. Кад напуне две недеље, младунци почињу да лутају по околном дрвећу. У гнездо се враћају само кад огладне, а са два месеца почињу самосталан живот.